# Hardy (Sänger)/Diskografie
Diese Diskografie ist eine Übersicht über die musikalischen Werke des US-amerikanischen Country-/Rock-Sängers und Songwriters Hardy. Den Schallplattenauszeichnungen zufolge hat er bisher mehr als 54,9 Millionen Tonträger verkauft, davon alleine über 54,5 Millionen in seinem Heimatland. Seine erfolgreichste Veröffentlichung ist die Single One Beer mit über 4,1 Millionen verkauften Einheiten.

## Alben

### Studioalben
| Jahr | Titel Musiklabel                    | Höchstplatzierung, Gesamtwochen, AuszeichnungChartplatzierungen (Jahr, Titel, Musiklabel, Platzierungen, Wochen, Auszeichnungen, Anmerkungen) | Höchstplatzierung, Gesamtwochen, AuszeichnungChartplatzierungen (Jahr, Titel, Musiklabel, Platzierungen, Wochen, Auszeichnungen, Anmerkungen) | Höchstplatzierung, Gesamtwochen, AuszeichnungChartplatzierungen (Jahr, Titel, Musiklabel, Platzierungen, Wochen, Auszeichnungen, Anmerkungen) | Anmerkungen                                                   |
| Jahr | Titel Musiklabel                    | US | Country | Rock | Anmerkungen                                                   |
| ---- | ----------------------------------- | --- | --- | --- | ------------------------------------------------------------- |
| 2020 | A Rock Big Loud                     | US24 Platin · (19 Wo.)US | Country4 (170 Wo.)Country | — | Erstveröffentlichung: 4. September 2019 Verkäufe: + 1.040.000 |
| 2023 | The Mockingbird & The Crow Big Loud | US4 Platin · (… Wo.)US | Country1 (95 Wo.)Country | Rock1 (… Wo.)Rock | Erstveröffentlichung: 20. Januar 2023 Verkäufe: + 1.000.000   |
| 2024 | Quit Big Loud                       | US23 (2 Wo.)US | — | Rock6 (… Wo.)Rock | Erstveröffentlichung: 12. Juli 2024                           |

### Livealben
| Jahr | Titel Musiklabel                     | Höchstplatzierung, Gesamtwochen, AuszeichnungChartplatzierungen (Jahr, Titel, Musiklabel, Platzierungen, Wochen, Auszeichnungen, Anmerkungen) | Höchstplatzierung, Gesamtwochen, AuszeichnungChartplatzierungen (Jahr, Titel, Musiklabel, Platzierungen, Wochen, Auszeichnungen, Anmerkungen) | Höchstplatzierung, Gesamtwochen, AuszeichnungChartplatzierungen (Jahr, Titel, Musiklabel, Platzierungen, Wochen, Auszeichnungen, Anmerkungen) | Anmerkungen                           |
| Jahr | Titel Musiklabel                     | US | Country | Rock | Anmerkungen                           |
| ---- | ------------------------------------ | --- | --- | --- | ------------------------------------- |
| 2025 | Hardy (Live from Red Rocks) Big Loud | — | — | — | Erstveröffentlichung: 7. Februar 2025 |

### Mixtapes
| Jahr | Titel Musiklabel                   | Höchstplatzierung, Gesamtwochen, AuszeichnungChartplatzierungen (Jahr, Titel, Musiklabel, Platzierungen, Wochen, Auszeichnungen, Anmerkungen) | Höchstplatzierung, Gesamtwochen, AuszeichnungChartplatzierungen (Jahr, Titel, Musiklabel, Platzierungen, Wochen, Auszeichnungen, Anmerkungen) | Höchstplatzierung, Gesamtwochen, AuszeichnungChartplatzierungen (Jahr, Titel, Musiklabel, Platzierungen, Wochen, Auszeichnungen, Anmerkungen) | Anmerkungen                              |
| Jahr | Titel Musiklabel                   | US | Country | Rock | Anmerkungen                              |
| ---- | ---------------------------------- | --- | --- | --- | ---------------------------------------- |
| 2019 | Hixtape, Vol. 1 Big Loud           | — | Country35 (10 Wo.)Country | — | Erstveröffentlichung: 13. September 2019 |
| 2021 | Hixtape, Vol. 2 Big Loud           | — | — | — | Erstveröffentlichung: 10. Dezember 2021  |
| 2024 | Hixtape, Vol. 3: Difftape Big Loud | — | — | — | Erstveröffentlichung: 29. März 2024      |

### EPs
| Jahr | Titel Musiklabel             | Höchstplatzierung, Gesamtwochen, AuszeichnungChartplatzierungen (Jahr, Titel, Musiklabel, Platzierungen, Wochen, Auszeichnungen, Anmerkungen) | Höchstplatzierung, Gesamtwochen, AuszeichnungChartplatzierungen (Jahr, Titel, Musiklabel, Platzierungen, Wochen, Auszeichnungen, Anmerkungen) | Höchstplatzierung, Gesamtwochen, AuszeichnungChartplatzierungen (Jahr, Titel, Musiklabel, Platzierungen, Wochen, Auszeichnungen, Anmerkungen) | Anmerkungen                            |
| Jahr | Titel Musiklabel             | US | Country | Rock | Anmerkungen                            |
| ---- | ---------------------------- | --- | --- | --- | -------------------------------------- |
| 2018 | This Ole Boy Big Loud        | — | — | — | Erstveröffentlichung: 19. Oktober 2018 |
| 2019 | Where to Find Me Big Loud    | — | — | — | Erstveröffentlichung: 18. Januar 2019  |
| 2023 | Apple Music Session Big Loud | — | — | — | Erstveröffentlichung: 28. Februar 2023 |
| 2025 | Country! Big Loud            | — | Country47 (1 Wo.)Country | — | Erstveröffentlichung: 2. Mai 2025      |

## Singles

### Als Leadmusiker
| Jahr | Titel Album                                               | Höchstplatzierung, Gesamtwochen, AuszeichnungChartplatzierungen (Jahr, Titel, Album, Platzierungen, Wochen, Auszeichnungen, Anmerkungen) | Höchstplatzierung, Gesamtwochen, AuszeichnungChartplatzierungen (Jahr, Titel, Album, Platzierungen, Wochen, Auszeichnungen, Anmerkungen) | Höchstplatzierung, Gesamtwochen, AuszeichnungChartplatzierungen (Jahr, Titel, Album, Platzierungen, Wochen, Auszeichnungen, Anmerkungen) | Anmerkungen                                                                                        |
| Jahr | Titel Album                                               | US | Country | Rock | Anmerkungen                                                                                        |
| --- | --------------------------------------------------------- | --- | --- | --- | -------------------------------------------------------------------------------------------------- |
| 2019 | Rednecker This Ole Boy                                    | US— ×2DoppelplatinUS | Country23 (29 Wo.)Country | — | Erstveröffentlichung: 4. März 2019 Verkäufe: + 2.080.000                                           |
| 2019 | One Beer Hixtape, Vol. 1                                  | US33 ×4Vierfachplatin · (25 Wo.)US | Country4 (49 Wo.)Country | — | Erstveröffentlichung: 13. September 2019 Verkäufe: + 4.240.000; feat. Lauren Alaina & Devin Dawson |
| 2019 | He Went to Jared Hixtape, Vol. 1                          | US— GoldUS | — | — | Erstveröffentlichung: 13. September 2019 Verkäufe: + 500.000; feat. Morgan Wallen                  |
| 2020 | Truck A Rock                                              | US— GoldUS | Country50 (1 Wo.)Country | — | Erstveröffentlichung: 4. September 2020 Verkäufe: + 500.000                                        |
| 2021 | Give Heaven Some Hell A Rock                              | US69 ×3Dreifachplatin · (10 Wo.)US | Country16 (59 Wo.)Country | — | Erstveröffentlichung: 25. Januar 2021 Verkäufe: + 3.080.000                                        |
| 2022 | Sold Out The Mockingbird & The Crow                       | US— PlatinUS | — | Rock21 (22 Wo.)Rock | Erstveröffentlichung: 16. März 2022 Verkäufe: + 1.000.000                                          |
| 2022 | Wait in the Truck The Mockingbird & The Crow              | US23 ×3Dreifachplatin · (34 Wo.)US | Country5 (34 Wo.)Country | — | Erstveröffentlichung: 22. August 2022 Verkäufe: + 3.000.000; feat. Lainey Wilson                   |
| 2022 | Jack The Mockingbird & The Crow                           | US— GoldUS | — | Rock21 (6 Wo.)Rock | Erstveröffentlichung: 30. September 2022 Verkäufe: + 500.000; Promo-Single                         |
| 2022 | Truck Bed The Mockingbird & The Crow                      | US27 ×3Dreifachplatin · (41 Wo.)US | Country6 (52 Wo.)Country | — | Erstveröffentlichung: 10. Oktober 2022 Verkäufe: + 3.000.000; Promo-Single                         |
| 2022 | The Mockingbird & The Crow                                | — | — | Rock31 (3 Wo.)Rock | Erstveröffentlichung: 10. Oktober 2022 Promo-Single                                                |
| 2023 | Pickup Man Hixtape, Vol. 3: Difftape                      | — | Country34 (… Wo.)Country | — | Erstveröffentlichung: 9. November 2023 feat. Joe Diffie & Post Malone                              |
| 2024 | Quit                                                      | — | — | Rock32 (… Wo.)Rock | Erstveröffentlichung: 12. Januar 2024                                                              |
| 2024 | Rockstar Quit                                             | — | — | Rock31 (… Wo.)Rock | Erstveröffentlichung: 9. Februar 2024                                                              |
| 2024 | Gin and Juice –                                           | — | — | — | Erstveröffentlichung: 19. April 2024 Original: Snoop Dogg feat. Dr. Dre                            |
| 2024 | Psycho Quit                                               | — | — | Rock27 (… Wo.)Rock | Erstveröffentlichung: 17. Mai 2024                                                                 |
| 2024 | Jim Bob Quit                                              | — | — | Rock37 (… Wo.)Rock | Erstveröffentlichung: 31. Mai 2024                                                                 |
| 2024 | Six Feet Under (Caleigh’s Song) Quit                      | — | — | Rock32 (… Wo.)Rock | Erstveröffentlichung: 6. Juni 2024                                                                 |
| 2025 | Favorite Country Song Country                             | — | Country37 (5 Wo.)Country | — | Erstveröffentlichung: 11. April 2025                                                               |
| 2025 | Buck on the Wall Country                                  | — | — | — | Erstveröffentlichung: 11. April 2025                                                               |
| 2025 | Bottomland                                                | — | — | — | Erstveröffentlichung: 30. Juli 2025                                                                |
| Folgende Lieder erschienen nicht als Single, wurden aber durch das Album zum Download und Streaming bereitgestellt und konnten somit eine Platzierung erlangen: |                                                           | | | | |
| |                                                           | | | | |
| 2023 | Red The Mockingbird & The Crow                            | US64 Gold · (1 Wo.)US | Country16 (6 Wo.)Country | — | Charteinstieg: 4. Februar 2023 Verkäufe: + 500.000; feat. Morgan Wallen                            |
| 2023 | Radio Song The Mockingbird & The Crow                     | — | Country41 (1 Wo.)Country | Rock25 (1 Wo.)Rock | Charteinstieg: 4. Februar 2023 feat. Jeremy McKinnon                                               |
| 2023 | .30-06 The Mockingbird & The Crow                         | — | Country45 (1 Wo.)Country | Rock29 (1 Wo.)Rock | Charteinstieg: 4. Februar 2023                                                                     |
| 2023 | Beer The Mockingbird & The Crow                           | — | Country47 (1 Wo.)Country | — | Charteinstieg: 4. Februar 2023                                                                     |
| 2023 | Drink One for Me The Mockingbird & The Crow               | — | Country48 (1 Wo.)Country | — | Charteinstieg: 4. Februar 2023                                                                     |
| 2023 | I Ain’t in the Country No More The Mockingbird & The Crow | — | — | Rock33 (1 Wo.)Rock | Charteinstieg: 4. Februar 2023                                                                     |
| 2023 | Kill Shit Till I Die The Mockingbird & The Crow           | — | — | Rock37 (1 Wo.)Rock | Charteinstieg: 4. Februar 2023                                                                     |
| 2023 | The Redneck Song The Mockingbird & The Crow               | — | — | Rock43 (1 Wo.)Rock | Charteinstieg: 4. Februar 2023                                                                     |

### Als Gastmusiker
| Jahr | Titel Album                                       | Höchstplatzierung, Gesamtwochen, AuszeichnungChartplatzierungen (Jahr, Titel, Album, Platzierungen, Wochen, Auszeichnungen, Anmerkungen) | Höchstplatzierung, Gesamtwochen, AuszeichnungChartplatzierungen (Jahr, Titel, Album, Platzierungen, Wochen, Auszeichnungen, Anmerkungen) | Höchstplatzierung, Gesamtwochen, AuszeichnungChartplatzierungen (Jahr, Titel, Album, Platzierungen, Wochen, Auszeichnungen, Anmerkungen) | Anmerkungen                                                                                        |
| Jahr | Titel Album                                       | US | Country | Rock | Anmerkungen                                                                                        |
| --- | ------------------------------------------------- | --- | --- | --- | -------------------------------------------------------------------------------------------------- |
| 2020 | Some Things Never Change Timeless                 | — | — | — | Erstveröffentlichung: 24. September 2020 Verkäufe: + 40.000; Dallas Smith feat. Hardy              |
| 2021 | The Worst Country Song of All Time So Help Me God | — | Country31 (1 Wo.)Country | — | Erstveröffentlichung: 21. Juni 2022 Brantley Gilbert feat. Toby Keith & Hardy                      |
| 2021 | Beers on Me –                                     | US40 Platin · (20 Wo.)US | Country5 (39 Wo.)Country | — | Erstveröffentlichung: 18. Oktober 2022 Verkäufe: + 1.000.000; Dierks Bentley feat. Breland & Hardy |
| 2025 | Nobody Likes Your Girlfriend –                    | — | Country29 (8 Wo.)Country | — | Erstveröffentlichung: 21. Februar 2025 Nate Smith feat. Hardy                                      |
| 2025 | Never Met Anyone Like You –                       | — | Country39 (4 Wo.)Country | — | Erstveröffentlichung: 27. Juni 2025 Ella Langley feat. Hardy                                       |
| 2025 | All My Women –                                    | — | — | Rock25 (… Wo.)Rock | Erstveröffentlichung: 8. August 2025 Falling in Reverse feat. Hardy                                |
| Folgende Lieder erschienen nicht als Single, wurden aber durch das Album zum Download und Streaming bereitgestellt und konnten somit eine Platzierung erlangen: |                                                   | | | | |
| |                                                   | | | | |
| 2023 | In the Bible One Thing at a Time                  | US47 (2 Wo.)US | Country24 (3 Wo.)Country | — | Charteinstieg: 18. März 2023 Morgan Wallen feat. Hardy                                             |
| 2024 | Hide My Gun F-1 Trillion                          | US65 (1 Wo.)US | Country28 (2 Wo.)Country | — | Post Malone feat. Hardy                                                                            |
| 2025 | Come Back as a Redneck I’m the Problem            | US63 (2 Wo.)US | Country31 (… Wo.)Country | — | Charteinstieg: 31. Mai 2025 Morgan Wallen feat. Hardy                                              |

Weitere Gastbeiträge
| Jahr | Titel Album               | Anmerkungen                                                    |
| ---- | ------------------------- | -------------------------------------------------------------- |
| 2023 | The Better Me The Surface | Erstveröffentlichung: 15. September 2023 Beartooth feat. Hardy |
| 2024 | Zombieland Dear Joe,      | Erstveröffentlichung: 3. Mai 2024 Jax feat. Hardy              |

## Musikvideos
| Jahr | Titel                          | Regie          |
| ---- | ------------------------------ | -------------- |
| 2019 | Rednecker                      | Justin Clough  |
| 2020 | One Beer                       | Justin Clough  |
| 2020 | Give Heaven Some Hell          | Justin Clough  |
| 2020 | A Rock                         |                |
| 2021 | Blurry                         |                |
| 2022 | Wait in the Truck              | Justin Clough  |
| 2022 | Sold Out                       |                |
| 2022 | Jack                           | Justin Clough  |
| 2023 | The Mockingbird & The Crow     | Lee Hardcastle |
| 2023 | Truck Bed                      | Justin Clough  |
| 2024 | Rockstar                       | Justin Clough  |
| 2024 | Psycho                         | Justin Clough  |
| 2024 | Happy Hour (feat. Knox)        | Justin Clough  |
| 2024 | Soul 4 Sale (feat. Fred Durst) | Billy Boman    |

## Autorenbeteiligungen
| Jahr | Titel Interpretation                                   | Höchstplatzierung, Gesamtwochen, AuszeichnungChartplatzierungen (Jahr, Titel, Interpretation, Platzierungen, Wochen, Auszeichnungen, Anmerkungen) | Höchstplatzierung, Gesamtwochen, AuszeichnungChartplatzierungen (Jahr, Titel, Interpretation, Platzierungen, Wochen, Auszeichnungen, Anmerkungen) | Höchstplatzierung, Gesamtwochen, AuszeichnungChartplatzierungen (Jahr, Titel, Interpretation, Platzierungen, Wochen, Auszeichnungen, Anmerkungen) | Anmerkungen                             |
| Jahr | Titel Interpretation                                   | US | Country | Rock | Anmerkungen                             |
| ---- | ------------------------------------------------------ | --- | --- | --- | --------------------------------------- |
| 2017 | Up Down Morgan Wallen feat. Florida Georgia Line       | US49 ×5Fünffachplatin · (20 Wo.)US | Country5 (39 Wo.)Country | — | Erstveröffentlichung: 29. März 2017     |
| 2017 | Some Girls Jameson Rodgers                             | US29 Platin · (17 Wo.)US | Country5 (32 Wo.)Country | — | Erstveröffentlichung: 8. September 2017 |
| 2018 | Simple Florida Georgia Line                            | US32 ×2Doppelplatin · (20 Wo.)US | Country2 (26 Wo.)Country | — | Erstveröffentlichung: 1. Juni 2018      |
| 2018 | I Don’t Know About You Chris Lane                      | US39 ×3Dreifachplatin · (20 Wo.)US | Country2 (52 Wo.)Country | — | Erstveröffentlichung: 8. Oktober 2018   |
| 2018 | Talk You Out of It Florida Georgia Line                | US57 ×2Doppelplatin · (26 Wo.)US | Country11 (49 Wo.)Country | — | Erstveröffentlichung: 5. November 2018  |
| 2019 | God’s Country Blake Shelton                            | US17 ×4Vierfachplatin · (23 Wo.)US | Country1 (26 Wo.)Country | — | Erstveröffentlichung: 29. März 2019     |
| 2019 | One Big Country Song LoCash                            | US50 Gold · (11 Wo.)US | Country8 (33 Wo.)Country | — | Erstveröffentlichung: 13. Mai 2019      |
| 2019 | Hell Right Blake Shelton feat. Trace Adkins            | US99 Gold · (1 Wo.)US | Country14 (20 Wo.)Country | — | Erstveröffentlichung: 16. August 2019   |
| 2019 | This Bar Morgan Wallen                                 | US92 Platin · (1 Wo.)US | Country29 (21 Wo.)Country | — | Erstveröffentlichung: 31. Dezember 2019 |
| 2020 | Single Saturday Night Cole Swindell                    | US26 Platin · (20 Wo.)US | Country4 (41 Wo.)Country | — | Erstveröffentlichung: 27. Mai 2020      |
| 2020 | More Than My Hometown Morgan Wallen                    | US15 ×5Fünffachplatin · (32 Wo.)US | Country2 (42 Wo.)Country | — | Erstveröffentlichung: 27. Mai 2020      |
| 2020 | Livin’ the Dream Morgan Wallen                         | US74 Platin · (1 Wo.)US | Country19 (18 Wo.)Country | — | Erstveröffentlichung: 20. November 2020 |
| 2020 | Still Goin’ Down Morgan Wallen                         | US46 Platin · (8 Wo.)US | Country8 (20 Wo.)Country | — | Erstveröffentlichung: 20. November 2020 |
| 2021 | New Truck Dylan Scott                                  | US66 ×2Doppelplatin · (9 Wo.)US | Country13 (26 Wo.)Country | — | Erstveröffentlichung: 9. August 2021    |
| 2021 | Sand in My Boots Morgan Wallen                         | US30 (41 Wo.)US | Country2 (56 Wo.)Country | — | Erstveröffentlichung: 23. August 2021   |
| 2021 | Come Back as a Country Boy Blake Shelton               | US81 (13 Wo.)US | Country18 (29 Wo.)Country | — | Erstveröffentlichung: 1. Oktober 2021   |
| 2022 | Praise the Lord Breland feat. Thomas Rhett             | US100 Gold · (1 Wo.)US | Country21 (16 Wo.)Country | — | Erstveröffentlichung: 7. März 2022      |
| 2022 | Tennessee Fan Morgan Wallen                            | US49 (5 Wo.)US | Country5 (20 Wo.)Country | — | Charteinstieg: 17. Dezember 2022        |
| 2022 | Rolex on a Redneck Brantley Gilbert feat. Jason Aldean | — | Country41 (1 Wo.)Country | — | Charteinstieg: 17. Dezember 2022        |
| 2023 | Drinkaby Cole Swindell                                 | — | Country49 (1 Wo.)Country | — | Charteinstieg: 31. Januar 2023          |
| 2023 | I Wrote the Book Morgan Wallen                         | US18 Platin · (18 Wo.)US | Country9 (… Wo.)Country | — | Charteinstieg: 11. Februar 2023         |
| 2023 | Born with a Beer in My Hand Morgan Wallen              | US32 (3 Wo.)US | Country15 (10 Wo.)Country | — | Charteinstieg: 18. Februar 2023         |
| 2023 | Take Her Home Kenny Chesney                            | — | Country41 (… Wo.)Country | — | Erstveröffentlichung: 10. November 2023 |

## Sonderveröffentlichungen
| Jahr | Titel Album                                | Anmerkungen                                                                  |
| ---- | ------------------------------------------ | ---------------------------------------------------------------------------- |
| 2019 | Y’all Boys Can’t Say I Ain’t Country       | Erstveröffentlichung: 15. Februar 2019 Florida Georgia Line feat. Hardy      |
| 2021 | Put It on Ice Country Again: Side A        | Erstveröffentlichung: 30. April 2021 Thomas Rhett feat. Hardy                |
| 2023 | Down to the Bar Stereotype                 | Erstveröffentlichung: 8. April 2022 Cole Swindell feat. Hardy                |
| 2024 | Ain’t No Better Place Better Days          | Erstveröffentlichung: 19. Januar 2024 Niko Moon feat. Hardy                  |
| 2024 | Creep Nashville, Tennessee                 | Erstveröffentlichung: 12. April 2024 Ernest feat. Hardy; Original: Radiohead |
| 2024 | Southern Rock Roads That Go Nowhere        | Erstveröffentlichung: 24. Mai 2024 Travis Denning feat. Hardy                |
| 2024 | Colorado Whiskey on Whiskey                | Erstveröffentlichung: 23. August 2024 Drew Green feat. Hardy                 |
| 2024 | Hillbilly Deluxe Brooks & Dunn feat. Hardy | Erstveröffentlichung: 15. November 2024 Reboot II                            |
| 2024 | Sold Out Nickelback feat. Hardy            | Erstveröffentlichung: 15. November 2024 Live from Nashville                  |

| Jahr | Titel Album   | Anmerkungen                         |
| ---- | ------------- | ----------------------------------- |
| 2023 | Jack WWE 2K23 | Erstveröffentlichung: 14. März 2023 |

## Statistik

### Chartauswertung
|                     | US    | Country         | Rock      |
| ------------------- | ----- | --------------- | --------- |
| Nummer-eins-Alben   | US—US | Country1Country | Rock1Rock |
| Top-10-Alben        | US1US | Country2Country | Rock2Rock |
| Alben in den Charts | US3US | Country4Country | Rock2Rock |

|                       | US    | Country          | Rock       |
| --------------------- | ----- | ---------------- | ---------- |
| Nummer-eins-Singles   | US—US | Country—Country  | Rock—Rock  |
| Top-10-Singles        | US—US | Country4Country  | Rock—Rock  |
| Singles in den Charts | US9US | Country21Country | Rock13Rock |

### Auszeichnungen für Musikverkäufe
| Goldene Schallplatte - Kanada - 2022: für das Album A Rock - 2022: für die Single Some Things Never Change - Vereinigte Staaten - 2023: für das Lied Gone Girl - 2024: für das Lied Turn You Down | Platin-Schallplatte - Kanada - 2020: für die Single Rednecker - 2024: für die Single Give Heaven Some Hell - Vereinigte Staaten - 2025: für das Lied Boots - 2025: für das Lied Unapologetically Country as Hell 3× Platin-Schallplatte - Kanada - 2022: für die Single One Beer |

Anmerkung: Auszeichnungen in Ländern aus den Charttabellen bzw. Chartboxen sind in ebendiesen zu finden.
| Land/RegionAuszeichnungen für Musikverkäufe (Land/Region, Auszeichnungen, Verkäufe, Quellen) | Gold       | Platin       | Verkäufe   | Quellen         |
| -------------------------------------------------------------------------------------------- | ---------- | ------------ | ---------- | --------------- |
| Kanada (MC)                                                                                  | 2× Gold2   | 5× Platin5   | 480.000    | musiccanada.com |
| Vereinigte Staaten (RIAA)                                                                    | 9× Gold9   | 50× Platin50 | 54.500.000 | riaa.com        |
| Insgesamt                                                                                    | 11× Gold11 | 55× Platin55 |            |                 |